# Vaunthompsonia dawydoffi
Vaunthompsonia dawydoffi är en kräftdjursart som beskrevs av John Todd Zimmer 1952. Vaunthompsonia dawydoffi ingår i släktet Vaunthompsonia och familjen Bodotriidae. Inga underarter finns listade i Catalogue of Life.